# کوه شاه سربیژن
کوه شاه سربیژن یکی از قله‌های بلند شهرستان جیرفت است که در کناره جاده جیرفت درب بهشت کرمان در ۵۷ کیلومتری شمال شهر جیرفت در روستای سربیژن واقع شده‌است. این قله در زمستان و اوایل بهار پوشیده از برف می‌شود.